# Comitatul Zala
Comitatul Zala, cunoscut și ca Varmeghia Zala (în maghiară Zala vármegye, în germană Komitat Zala, în latină Comitatus Zaladiensis), a fost o unitate administrativă a Regatului Ungariei și a Republicii Ungare din secolul XII și până în 1950. În anul 1920, prin Tratatul de la Trianon, teritoriul acestui comitat a fost împărțit între Ungaria și Regatul sârbilor, croaților și slovenilor. Capitala comitatului a fost orașul Zalaegerszeg (în germană Egersee).
Teritoriul său se află actualmente în sud-vestul Ungariei, nordul Croației și estul Sloveniei. Teritoriul comitatului istoric cuprinde județul Zala și porțiuni din județul Veszprém, regiunea croată Međimurje (din sud-vestul), măginită de râul Drau, și o mică regiune în jurul orașului Lendava din Slovenia.

## Geografie
Comitatul Zala se învecina la vest și nord-vest cu comitatul Vas, la nord cu comitatul Veszprém, la est și sud-est cu comitatul Somogy, la sud cu comitatul Varasd (care făcea parte din cadrul regatului autonom Croația-Slavonia) și la sud-vest cu Ducatul Stiriei din Imperiul Austriac. El se întindea pe malul sudic al lacului Balaton și în regiunea sudică a lacului. Râul Drau (Dráva) forma limita sa sudică, iar lacul Balaton limita estică. Râurile Mura și Zala curg pe teritoriul comitatului. Suprafața comitatului în 1910 era de 5.995 km², incluzând suprafețele de apă.

## Istorie
Comitatul Zala este unul dintre cele mai vechi comitate din Regatul Ungariei, el fiind atestat încă din secolul XII.
În 1920, prin Tratatul de la Trianon, partea de sud-vest a comitatului a devenit parte a Regatului Sârbilor, Croaților și Slovenilor (care a fost redenumit Regatul Iugoslaviei în 1929). Restul teritoriului a rămas Ungariei.
În anul 1950, comitatul Zala a fost desființat și majoritatea teritoriului său a format județul Zala din cadrul noului stat Ungaria. O mică parte a fostului comitat Vas, regiunea aflată la nord de Zalaegerszeg, a trecut la județul Zala. Partea comitatului Zala aflată la nord de Lacul Balaton a trecut la județul Veszprém.
Începând din 1991, când Slovenia și Croația au devenit state independente de Iugoslavia, porțiunea fostului comitat Zala aflată între râurile Mura și Drau a devenit parte a Croației (regiunea Međimurje). Zona din jurul orașului Lendava aparține Sloveniei.

## Demografie
În 1891, populația comitatului era de 404.699 locuitori, dintre care: 
- Maghiari -- 296.145 (72,68%)
- Croați -- 79.737 (19,70%)
- Slavi vestici -- 21.380 (5,28%)
- Germani -- 6.355 (1,57%)

În 1910, populația comitatului era de 466.333 locuitori, dintre care: 
- Maghiari -- 347.167 (74,44%)
- Croați -- 91.909 (19,70%)
- Slavi vestici -- 23.032 (4,93%)
- Germani -- 3.889 (0,83%)

## Subdiviziuni
La începutul secolului 20, subdiviziunile comitatului Zala erau următoarele:
| Districte (járás)                          | Districte (járás)      |
| District                                   | Capitală               |
| ------------------------------------------ | ---------------------- |
| Alsólendva                                 | Alsólendva --- Lendava |
| Balatonfüred                               | Balatonfüred           |
| Csáktornya                                 | Csáktornya --- Čakovec |
| Keszthely                                  | Keszthely              |
| Letenye                                    | Letenye                |
| Nagykanizsa                                | Nagykanizsa            |
| Nova                                       | Nova                   |
| Pacsa                                      | Pacsa                  |
| Perlak                                     | Perlak --- Prelog      |
| Sümeg                                      | Sümeg                  |
| Tapolca                                    | Tapolca                |
| Zalaegerszeg                               | Zalaegerszeg           |
| Zalaszentgrót                              | Zalaszentgrót          |
| Districte urbane (rendezett tanácsú város) |                        |
| Nagykanizsa                                |                        |
| Zalaegerszeg                               |                        |

Orașele Prelog și Čakovec se află în Croația; Lendava este în Slovenia.